# Eurycyde arctica
Eurycyde arctica là một loài nhện biển trong họ Ascorhynchidae. Loài này thuộc chi Eurycyde. Eurycyde arctica được miêu tả khoa học năm 1995 bởi Child.